# Línea de la Avenida Archer
La línea de la Avenida Archer o en inglés como Archer Avenue Line es una línea de metro del metro de la ciudad de Nueva York, opera principalmente bajo la Avenida Archer en el barrio de Jamaica de Queens. Construida como parte de la expansión de 1968 de Autoridad de Tránsito Metropolitano, esta línea es una de las secciones más nuevas del sistema. En realidad consiste en dos niveles, y es operada por los trenes de las líneas Queens Boulevard (E) y Jamaica (J Z). Debido a que los dos niveles no comparten ninguna conexión de vía y tienen diferentes codificaciones y radiofrecuencias, son en realidad dos líneas separadas— La División B2 de la línea de la Avenida Archer (nivel superior) y la División B1 de la línea de la Avenida Archer (nivel inferior).

## Alcance y servicio
Los siguientes servicios usan la línea de la Avenida Archer:
|   | Servicio                                        | Sección de la línea                                             |
| - | ----------------------------------------------- | --------------------------------------------------------------- |
| E | Octava Avenida Local / Queens Boulevard Expresa | nivel superior, norte del empalme con la línea Queens Boulevard |
| J | Calle Nassau Local / Jamaica Expresa            | nivel superior, norte de la Calle 121 en la línea Jamaica       |
| Z | Calle Nassau Local / Jamaica Expresa            | nivel superior, norte de la Calle 121 en la línea Jamaica       |

La línea de la Avenida Archer empieza en su terminal norte, en Jamaica Center–Parsons/Archer (E J Z), como un metro de dos niveles, y cada nivel consiste de dos vías. La línea opera al oeste a lo largo de la Avenida Archer hacia otra estación en Sutphin Boulevard, donde las conexiones pueden hacerse hacia el Long Island Rail Road y el AirTrain JFK. Al oeste de esta estación, los dos niveles se convergen. Las vías del nivel inferior (J Z) continúan hacia el noroeste, saliendo de un portal cerca de la Carretera 89 y la Calle 130 y paralela a la línea principal del LIRR, luego gira al oeste pasando por una estructura elevada de la línea Jamaica. Las vías del nivel superior (E) giran en forma de compás al norte bajo la Van Wyck Expressway, con otra estación en la Avenida Jamaica. Justo al norte de la Avenida Hillside, las cuatro vías de la línea Queens Boulevard interceptan en un empalme aéreo], con conexiones a ambas vías locales y expresas.

## Lista de estaciones
| Leyenda de la estación de servicio                       | Leyenda de la estación de servicio       |
| -------------------------------------------------------- | ---------------------------------------- |
| Hace paradas todo el tiempo                              | Paradas todo el tiempo                   |
| Hace paradas en horas pico en direcciones congestionadas | Paradas horas pico o vías congestionadas |
| Detalles del periodo de tiempo                           |                                          |

### Línea de la Avenida Archer BMT
| Acceso para discapacitados              | Estación                                        | Vías  | Servicios | Apertura                | Transferencias y notas                                                  |
| --------------------------------------- | ----------------------------------------------- | ----- | --------- | ----------------------- | ----------------------------------------------------------------------- |
| Acceso para discapacitados              | Jamaica Center–Parsons/Archer                   | ambas | J Z       | 11 de diciembre de 1988 |                                                                         |
| Acceso para discapacitados              | Sutphin Boulevard–Avenida Archer–Aeropuerto JFK | ambas | J Z       | 11 de diciembre de 1988 | LIRR en la estación Jamaica · AirTrain JFK hacia el Aeropuerto Int. JFK |
| Se converge con la línea Jamaica (J Z ) |                                                 |       |           |                         |                                                                         |

### Línea de la Avenida Archer IND
| Acceso para discapacitados                     | Estación                                        | Vías  | Servicios | Apertura                | Transferencias y notas                                                  |
| ---------------------------------------------- | ----------------------------------------------- | ----- | --------- | ----------------------- | ----------------------------------------------------------------------- |
| Acceso para discapacitados                     | Jamaica Center–Parsons/Archer                   | ambas | E         | 11 de diciembre de 1988 |                                                                         |
| Acceso para discapacitados                     | Sutphin Boulevard–Avenida Archer–Aeropuerto JFK | ambas | E         | 11 de diciembre de 1988 | LIRR en la estación Jamaica · AirTrain JFK hacia el Aeropuerto Int. JFK |
| Acceso para discapacitados                     | Jamaica–Van Wyck                                | ambas | E         | 11 de diciembre de 1988 |                                                                         |
| Se converge con la línea Queens Boulevard (E ) |                                                 |       |           |                         |                                                                         |